# Ramiro Machado
Ramiro Machado (Angra do Heroísmo, 14 de abril de 1897 — Praia da Vitória, 17 de agosto de 1945) foi um médico e político açoriano, um dos fundadores do Instituto Histórico da Ilha Terceira.

## Biografia
Iniciou os seus estudos secundários no Liceu Nacional de Angra do Heroísmo, frequentado depois o Liceu Nacional de Ponta Delgada, antes de os concluir em Coimbra. Matriculou-se no curso de Medicina da Universidade de Coimbra, onde se licenciou.
Fixou-se na ilha Terceira, como delegado de saúde do concelho da Praia da Vitória, envolvendo-se profundamente na vida social e política do Distrito Autónomo de Angra do Heroísmo.
Apoiou a Revolução Nacional despoletada pelo golpe militar de 28 de Maio de 1926, sendo militante activo e destacado na implantação do Estado Novo nos Açores. Orador de nomeada e um dos líderes políticos da ilha Terceira durante os anos iniciais do regime, presidiu em dois períodos distintos à Câmara Municipal da Praia da Vitória (de 1937 a 1941 e de 1944 a 1945) e foi nomeado presidente da comissão administrativa da Junta Geral do Distrito Autónomo de Angra do Heroísmo (1940), sendo o seu primeiro presidente após a instalação do regime de distritos autónomos do Estado Novo (1940-1942).
Interessou-se por questões culturais, foi um dos sócios fundadores do Instituto Histórico da Ilha Terceira e adquiriu o manuscrito dos Apontamentos Topográficos de Francisco Ferreira Drumond, obra que seria depois vendido por seu filho ao Governo dos Açores.
A 19 de novembro de 1941, foi agraciado com o grau de Comendador da Ordem Militar de Cristo.